# Випромінення

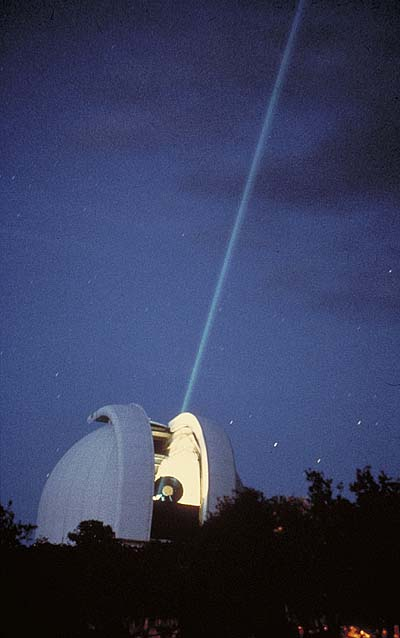
Промінь лазера з обсерваторії на Землі спрямований до Місяця.

Випромінення — це викидання або передача енергії у вигляді хвиль або частинок через вакуум або у товщі середовища.

## Види
- Електромагнітне випромінювання — таке як радіохвилі, мікрохвилі, інфрачервоне випромінювання, видиме світло, ультрафіолетове випромінювання, рентгенівське випромінювання та гамма-випромінювання (γ)
- Випромінювання елементарних частинок (корпускулярне випромінювання), таке як альфа-випромінювання (α), бета-випромінювання (β), протонне випромінювання та нейтронне випромінювання (частинки з ненульовою енергією спокою)
- Акустичне випромінювання, таке як ультразвук, звук, сейсмічні хвилі (залежно від фізичного середовища передачі)
- Гравітаційне випромінювання, яке приймає форму гравітаційних хвиль або коливань на кривизні простору-часу

## Загальний опис
Залежно від енергії випромінюваних частинок випромінювання часто класифікують як іонізуюче або неіонізуюче. Іонізуюче випромінювання переносить більше 10 еВ, цього достатньо для іонізації атомів і молекул і розриву хімічних зв’язків.
За довжиною електромагнітних хвиль випромінення поділяється на різновиди — інфрачервоне, видиме, ультрафіолетове, рентгенівське, гамма тощо, а також за типом частинок — альфа, бета та інше.

Показ відносної здатності трьох різних типів іонізуючого випромінення проникати в тверду речовину. Типові альфа-частинки (α) зупиняються аркушем паперу, тоді як бета-частинки (β) затримуються алюмінієвою пластиною. Гамма-випромінення (γ) згасає, коли воно проходить крізь свинець.

Випромінювання вирізняється за потужністю (кількісна характеристика) і за спектральним складом (якісна характеристика).
Вирізняють монохроматичне і складне випромінення.
Монохроматичне — випромінення визначеної довжини хвилі, що характеризується потужністю або потоком; складне — випромінення, яке складається або зі скінченного числа монохроматичних випромінювань (переривчастий лінійчатий спектр), повна характеристика якого визначається потужністю монохроматичних випромінювань, що увійшли до його складу, або з безперервного ряду монохроматичних випромінювань. У цьому разі воно вирізняється загальною потужністю і її безперервним розподілом за довжинами хвиль усередині всього спектрального діапазону.
Випромінювання — власне дія, процес випущення електромагнітних хвиль матеріальним тілом — випромінювачем.
Теплове випромінення — вид електромагнітного випромінення в інфрачервоному діапазоні частот електромагнітних хвиль.
α-випромінення — потік альфа-частинок. Таке випромінення має високу йонізуючу здатність але швидко розсіює свою енергію, коли проходить крізь матеріали, і є менш проникним, ніж бета- й гамма-випромінення.
β-випромінення — потік електронів, утворюваних при радіоактивному розпаді.
γ -випромінення — потік фотонів дуже високої енергії, зазвичай з довжиною хвилі меншою за 3 пм. Випромінюється у ході ядерного перетворення або анігіляції частинок.

## Інтернет-ресурси
- Великий тлумачний словник сучасної української мови онлайн [Архівовано 29 листопада 2020 у Wayback Machine.]
- Health Physics Society Public Education Website [Архівовано 27 червня 2019 у Wayback Machine.]
- Ionizing Radiation and Radon [Архівовано 1 листопада 2012 у Wayback Machine.] from World Health Organization
- Q&A: Health effects of radiation exposure [Архівовано 15 лютого 2021 у Wayback Machine.], BBC News, 21 July 2011.
- Grundlageninfos zur Strahlung [Архівовано 14 квітня 2021 у Wayback Machine.] (abgerufen am 16. September 2016)
- Was ist Strahlung [Архівовано 2 грудня 2019 у Wayback Machine.] (abgerufen am 16. September 2016)